# Cambrai (Australie-Méridionale)
Cambrai est une ville du conseil du Mid Murray, Australie-Méridionale. Elle est située à l'est de la chaîne du Mont-Lofty, le long de la rivière Marne. Cambrai était une étape sur la ligne de chemin de fer de Sedan qui bifurquait de la ligne Adélaïde des chemins de fer australiens du Sud à Wolseley à Monarto Sud et s'étendait sur 70 kilomètres au nord jusqu'à Sedan.

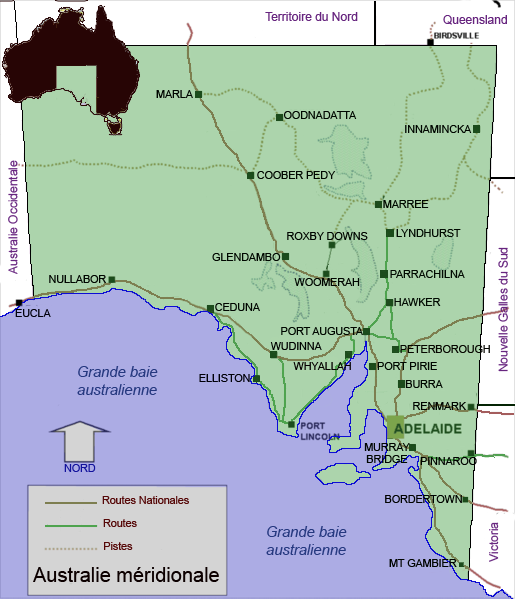
Australie méridionale

## Toponymie
Anciennement appelée Rhine Villa, la ville est renommée « Cambrai » en janvier 1918, vers la fin de la Première Guerre mondiale (comme beaucoup de lieux australiens ayant des noms germaniques) en l'honneur de la bataille de Cambrai, et la rivière, jusqu'alors connue sous le nom de « Rhine », reçoit le nom de « Marne ».

## Réseau ferroviaire

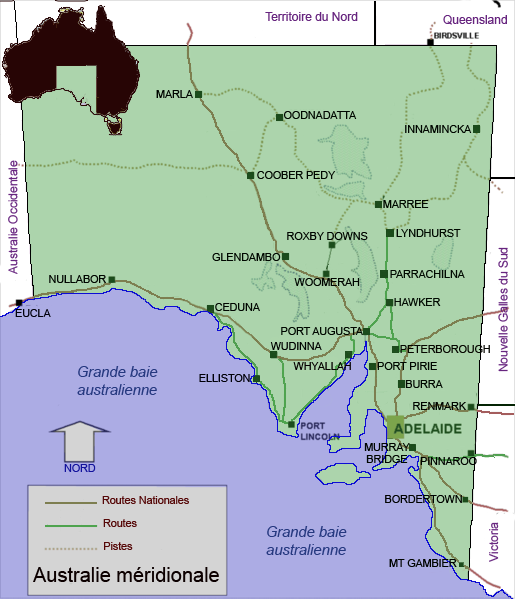
Australie méridionale

L'ancienne ligne de chemin de fer de Sedan a ouvert la gare ferroviaire de Monarto-Sud à la ville de Sedan le 13 octobre 1919, qui devint une gare de jonction, passait par Pallamana . Les stations d'origine étaient à  Tepko , Apamurra , Milendella , Sanderston , Kanappa , Cambrai et Sedan, avec des bâtiments de gare et des installations de chargement de bétail à Appamurra, Cambrai et Sedan,,,.
L'ancienne gare/voie d'évitement s'appelait à l'origine la gare de Preamimma.